# Enna frijoles
Espèce
Enna frijoles est une espèce d'araignées aranéomorphes de la famille des Trechaleidae.

## Distribution
Cette espèce est endémique du Panama.

## Description
La femelle holotype mesure 5,97 mm.

## Étymologie
Son nom d'espèce lui a été donné en référence au lieu de sa découverte, le río Frijoles.

## Publication originale
- Silva & Lise, 2011 : Seven new species of Enna (Araneae: Trechaleidae) from Central and South America. Zootaxa, no 2919, p. 60-68.